# BA-30
BA-30 là một phiên bản xe bọc thép bán bánh xích do Liên Xô phát triển trong những năm 1930. Chỉ một số lượng số nhỏ được chế tạo.

## Lịch sử phát triển

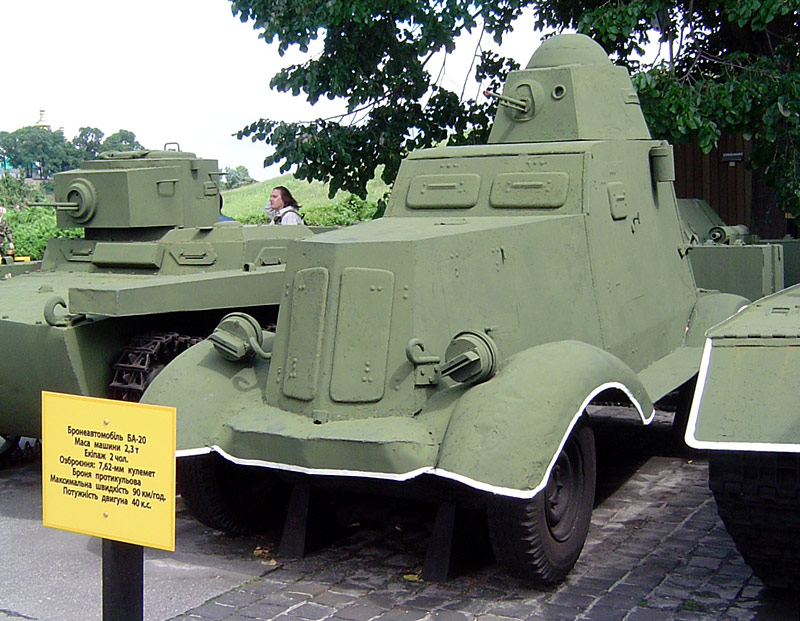
Phiên bản tiền thân BA-20, sau đó BA-30 hoàn toàn thân hàn được thiết kế

Được phát triển tại Viện nghiên cứu máy kéo Liên Xô (NATI), người ta hy vọng rằng BA-30 sẽ là sự cải tiến về hiệu suất địa hình của dòng BA trước đó và dựa trên khung gầm của xe vận tải bán bánh xích NATI-3, trong khi thân xe bọc thép được hàn hoàn toàn như BA-20.
Hệ thống bánh xích trên BA-30 sử dụng 4 bánh xe nhỏ và hai bánh xe lớn, cùng với một con lăn quay lại cũng được tích hợp trên các dòng xe NATI-3 và GAZ -60. Khi sử dụng trong môi trường có tuyết, hai ván trượt có thể được lắp thêm vào bánh trước. BA-30 được ghi nhận là có hiệu suất tốt trên các địa hình khác nhau.
Xe được trang bị đài radio 71-TK-1 với ăng-ten trên thân xe, trang bị súng máy DT 7,62. Phương tiện cần có một kíp lái gồm 3 người.

## Sản xuất
Chỉ có một số chiếc BA-30 được chế tạo và thử nghiệm, trong đó một số chiếc tham gia Chiến tranh Mùa đông năm 1939 giữa Liên Xô và Phần Lan. Tuy nhiên, dòng xe bọc thép này đã không được chấp thuận để sản xuất hàng loạt vì nó được cho là quá nặng so với những chiếc xe bọc thép hạng nhẹ khác.